# 韭莲
韭莲（学名：Zephyranthes grandiflora）为石蒜科葱莲属的植物，别名风雨花。种名grandiflora意为“大花的”。

## 形态
多年生草本，具卵形鳞茎。线形叶片基生，长达30厘米。春夏间开玫瑰红色或粉红色花，从一管状、淡紫红色的总苞内抽出，单生于花葶顶端。蒴果，黑色种子。

## 分布
分布在南美以及中国大陆的广东、江西、贵州、上海、江苏、湖北等地，中国各地庭院栽培供观赏，在南方已野化。